# JVL Ventures
JVL Ventures, LLC mit Sitz in New York City, Vereinigte Staaten von Amerika, war ein im November 2010 gegründetes US-amerikanisches Gemeinschaftsunternehmen der Mobilfunk-Netzbetreiber AT&T, T-Mobile und Verizon. Unter den Markennamen Isis Mobile Wallet, später dann Softcard, entwickelte und betrieb es eine Mobile-Payment-Plattform. Diese nutzte NFC, um es Nutzern zu ermöglichen, mit auf ihrem Smartphone hinterlegten Zugangsdaten ihrer Kredit- oder Debitkarte zu bezahlen. Die Partnerschaft wurde das erste Mal am 16. November 2010 angekündigt, woraufhin 2012 ein Testlauf folgte und der Dienst am 14. November 2013 offiziell landesweit startete. Die offizielle Softcard-App war für NFC-kompatible Android-Smartphones verfügbar und später auch unter Microsoft Windows Phone 8.1.
Am 23. Februar 2015 wurde bekannt, dass Google Inc. Softcards geistiges Eigentum erwerben und in seinen eigenen Dienst Google Wallet integrieren wird. Dadurch wurde der Softcard-Dienst am 31. März 2015 beendet und Softcards Gründer haben begonnen, stattdessen Android Pay zu unterstützen.

## Geschichte

### Gründer und Partner
Im November 2010 kündigten AT&T, T-Mobile USA und Verizon offiziell das Gemeinschaftsunternehmen Isis an, welches die Entwicklung einer NFC-basierten Plattform plante. Das Unternehmen kündigte auch eine Partnerschaft mit Discover Financial an, um dessen Point-of-Service-Netzwerk zu nutzen. Des Weiteren wurde eine Partnerschaft mit Barclaycard als Kartenherausgeber angekündigt. Das Unternehmen gab an, dass es die Einführung seines Dienstes in den nächsten 18 Monaten in Schlüsselmärkten plane. Die drei Gründer kündigten an, mehr als 100 Mio. USD in das Projekt zu investieren.
Der Dienst plante zuerst, als Zahlungssystem zu arbeiten, welches seine eigenen Transaktionen verarbeitet. Jedoch änderte Isis später das Zahlungssystem, um in bereits bestehende Kreditkarten- und Zahlungsnetzwerke integriert werden zu können, was unter Berufung auf die schnelle Entwicklung des Wettbewerbs geschah. Am 19. Juli 2011 kündigte Isis an, dass American Express, Mastercard und Visa die Plattform unterstützen würden. Isis plante, einen Testlauf von Anfang bis Mitte 2012 in Salt Lake City und Austin (Texas) zu starten.
Im September 2014 kündigte Isis an, dass HTC, LG Electronics, Motorola Mobility, Samsung Electronics, Research in Motion und Sony Ericsson sich bereiterklärten, Smartphones zu produzieren, die mit dem System kompatibel sind. Außerdem kündigte das Unternehmen eine Partnerschaft mit DeviceFidelity an, um NFC-Zubehör für andere Geräte zu entwickeln, damit es für diese auch möglich wurde, Isis zu unterstützen. Im Februar kündigte Isis Barclays Bank Delaware, Capital One und JPMorgan Chase als Bankpartner für den Dienst an.
Isis wurde zuerst in Austin und Salt Lake City am 22. Oktober 2012 gestartet, bevor es am 14. November 2013 landesweit verfügbar wurde.
Im September 2014 wurde der Dienst in "Softcard" umbenannt, da der Name "Isis" zu negativen Assoziationen führte, weil er auch die Abkürzung der Terrororganisation Islamischer Staat bildet.

### Erwerb durch Google und Ende
Am 23. Februar 2015 kündigte Google den Erwerb bestimmter Vermögenswerte und geistigen Eigentums von Softcard und deren Integration in den eigenen Dienst Google Wallet an. Zugleich signalisierten die Softcard-Veräußerer AT&T, T-Mobile US und Verizon, Google Wallet zu unterstützen und Googles App statt Softcard auf ihren kompatiblen Geräten im späteren Verlauf des Jahres mitzuliefern. Die Partnerschaft zielt darauf ab, einen stärken Konkurrenten zu Apple Pay zu erschaffen, da durch Apples Position im Markt dieser weiter verbreitet war. Softcards CEO Michael Abbott hatte zuvor angedeutet, dass man aktiv mit Apple daran arbeitete, den Service auf das iPhone zu bringen. Google Wallet wird auch durch Sprint und MetroPCS unterstützt.
Ironischerweise hatten sich alle drei Mobilfunkunternehmen zuvor gegen Google Wallet abgesprochen, um Softcard zu beschützen, z. B. verweigerte Verizon die Nutzung von Google Wallet auf seinen Geräten, weil der Dienst Zugriff auf das Secure Element im Smartphone benötigt, obwohl Softcard die gleichen Anforderungen hat.
Im letzten Jahr von Softcard gelang es Hackern, die von einem Rechenzentrum in Paris aus operierten, mindestens drei Mal, große Datenmengen von der Softcard-Produktion zu filtern.
Softcard und damit verbundene Apps stellten am 31. März 2015 ihre Dienste ein. Daten von Softcard-Nutzern wurden nicht zu Google Wallet migriert und Googles Dienst unterstützt Microsoft Windows Phone nicht. Auf Googles Entwicklerkonferenz Google I/O im Mai 2015 präsentierte das Unternehmen Android Pay als Ersatz für beide Dienste.

## Technologien
Softcard wurde auf mehreren zugrunde liegenden Technologien aufgebaut:
- C-SAM: Mobile-Wallet-Plattform[22]
- Gemalto: Mobile-Commerce-Plattform[23]